# Hiligambukha
Hiligambukha is een bestuurslaag in het regentschap Nias Selatan van de provincie Noord-Sumatra, Indonesië. Hiligambukha telt 838 inwoners (volkstelling 2010).